# San Agustín (Chihuahua)
San Agustín es una localidad de México, un ejido, localizado en el norte del estado de Chihuahua, en los límites de los municipios de Juárez y Guadalupe, justo en la frontera con Estados Unidos. Por su población de 1,359 habitantes, es la quinta localidad más poblada del municipio, por debajo de las localidades de Ciudad Juárez, San Isidro, Loma Blanca y Samalayuca.
San Agustín se encuentra localizado a aproximadamente 33.3 km al sureste de Ciudad Juárez, y por su cercanía, éstas mantienen una actividad comercial intensa.

## Localización

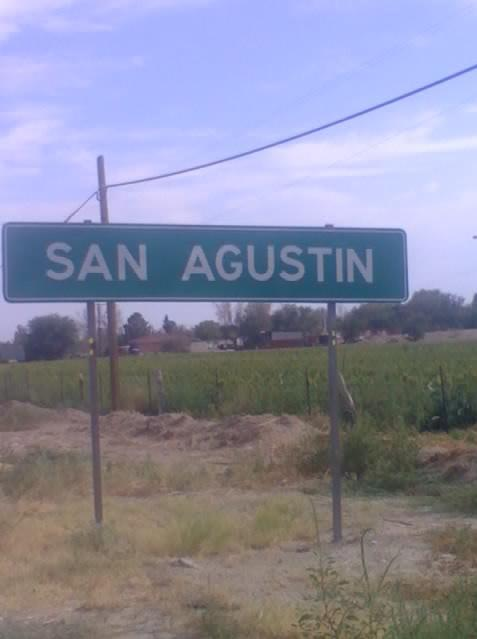
Entrada al pueblo

San Agustín se encuentra localizado a 33.3 km al sureste de Ciudad Juárez, y a aprox. 26.5 millas al sureste de El Paso. Limita al este con la localidad de San Isidro Río Grande y al oeste con la localidad de Jesús Carranza (La Colorada).
La localidad se encuentra localizada a orillas del Río Bravo; en territorio estadounidense se encuentran las localidades cercanas de San Elizario, Fabens, Clint y Morning Glory.
El poblado es parte del Valle de Juárez, que como su nombre lo indica, es un valle considerado el único lugar apto en la región para desarrollar la agricultura.

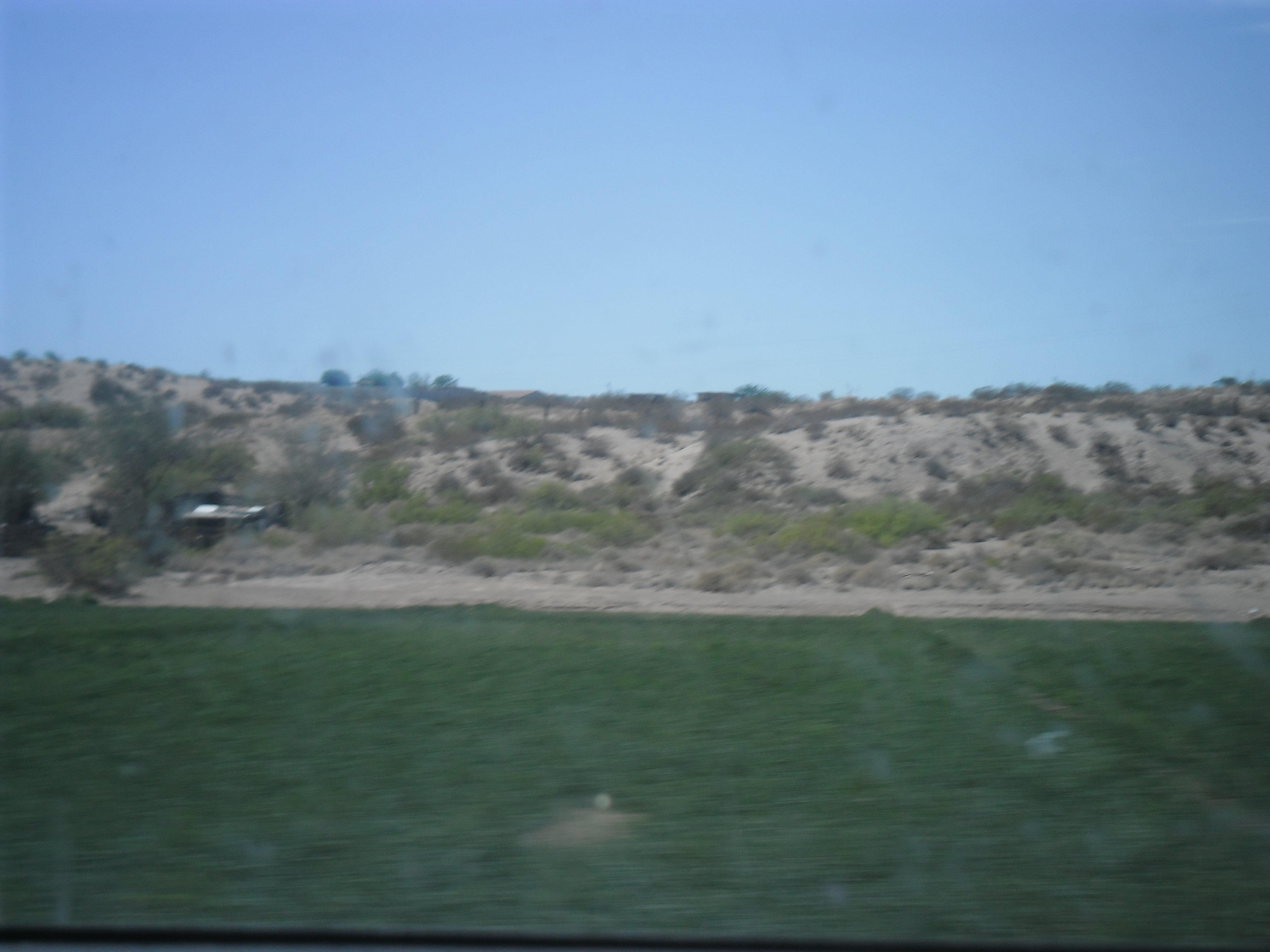
Parcela en el Valle

## Agricultura
Al estar ubicado en el Valle de Juárez, la mayoría del poblado (y lugares aledaños) cuentan con gran cantidad de parcelas o regionalmente llamadas labores, que, mayormente, son propiedad de algunas viviendas y ranchos.
En estas parcelas, los principales cultivos que se dan son: algodón, trigo, en menor cantidad alfalfa y sorgo, además de algunos otros cultivos. También el lugar es apropiado para cultivar todo tipo de vegetación por ser tierra fértil (en menor cantidad), como lo son el chile, papa, calabacita, sandía, entre otros.

## Museo Regional del Valle de Juárez
El Museo Regional del Valle de Juárez, también conocido como el Museo de San Agustín, se formó en 1982 por iniciativa del Profesor Manuel Robles Flores, entonces director de la Escuela Primaria Estatal de San Agustín, quien al ver que diversas piezas importantes por su valor histórico estaban siendo llevadas a los Estados Unidos o vendidas al mejor postor, organizó a los niños para iniciar la tarea de rescatar todas las piezas de valor histórico o arqueológico que se localizaran en la región del Valle de Juárez.
Se levantaron entonces muchas cosas que se hallaban a flor de tierra; de hecho, la mayor parte de las piezas que actualmente se encuentran en el Museo, fueron adquiridas de esa forma, pues a la fecha no se han efectuado ninguna excavación, ni estudio alguno de la región sobre su riqueza histórica, arqueológica o paleontológica. Sólo se llevó a efecto una evaluación y se consignaron algunos sitios para protegerlos, por parte del Instituto Nacional de Antropología e Historia (INAH). No ha existido ninguna inversión para rescatar de esos lugares las piezas de valor y armar con ellas lo que es parte de nuestro legado hsitórico.
El Museo se localiza en un edificio que sirvió de escuela durante 50 años y que actualmente se encuentra restaurado y acondicionado para poder exhibir las piezas que contiene.
Actualmente el Museo es la sede de la Coordinadora Regional Fronteriza de Organizaciones No Gubernamentales, y de la Coalición Binacional Contra Tiraderos Tóxicos y Radiactivos que enfrentó la batalla en contra del basurero nuclear de Sierra Blanca, Texas. De igual manera, inició una lucha en contra de la reapertura de la actualmente extinta fundidora ASARCO en El Paso, Texas (de la cual, en 2013 fueron derribadas sus chimeneas principales poniendo fin a una larga historia de controversias en la comunidad fronteriza) ; siendo ésta en un pasado, un peligro para la población de ambas ciudades por sus emisiones de plomo y arsénico al medio ambiente. 

### Colecciones del museo

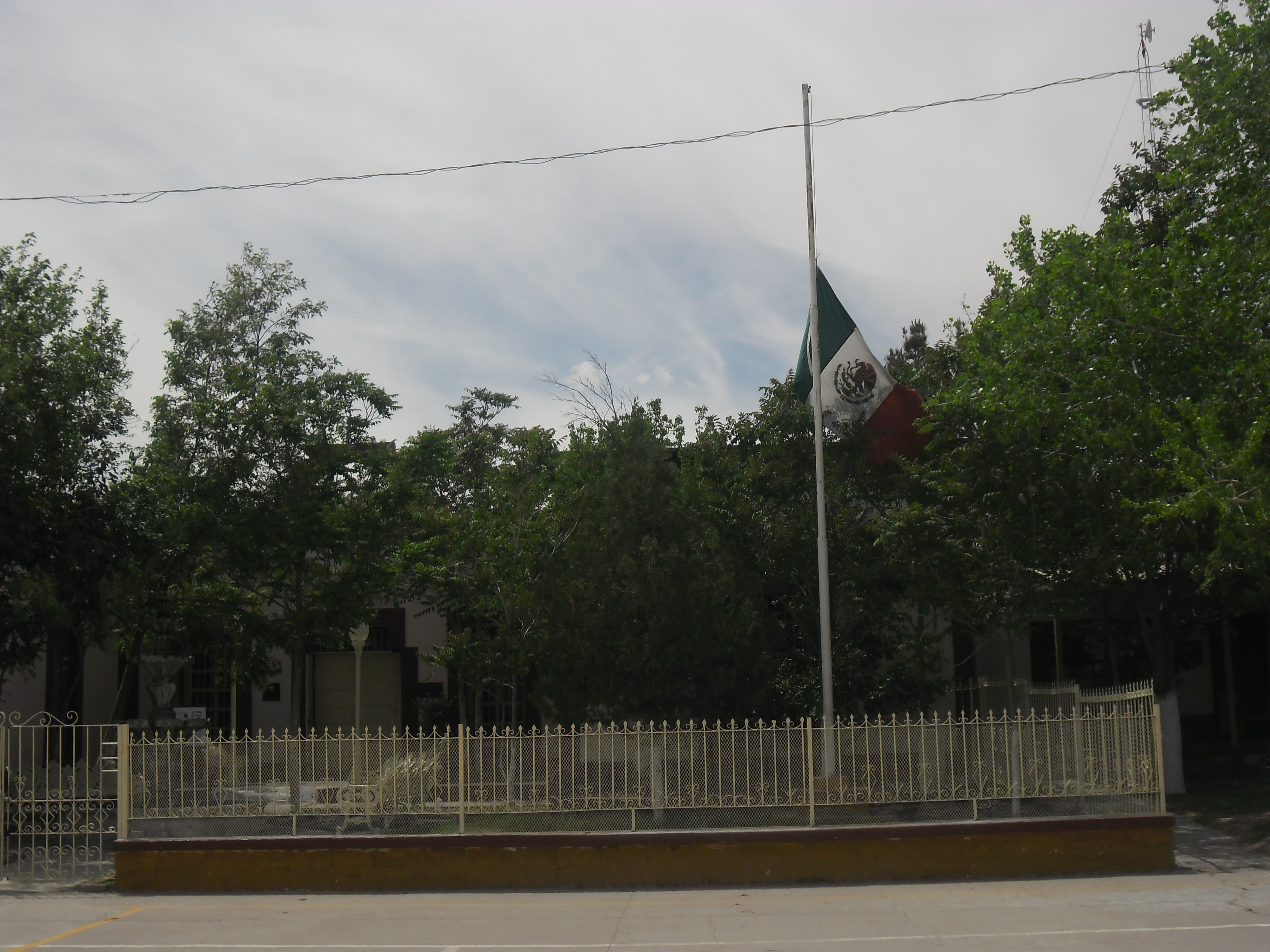
Fachada principal del Museo

Entre las colecciones que integran el Museo Regional del Valle de Juárez, se pueden apreciar:
- Colección del Mar de Tethis, que cubriera los estados de Chihuahua, Texas y Coahuila, y cuyas playas vendrían siendo los límites del estado de Arizona.
- Piezas para su investigación que aún no están catalogadas.
- Colección de Mineralogía.
- Colección de piezas relacionadas con antiguas culturas correspondientes a los Indios Pueblo, que habitaron esta parte del norte de México.
- Colección de la Hacienda, basada en los sucesos históricos sobre la derrota de México en la guerra contra Texas y la posterior firma del Tratado de Guadalupe Hidalgo; época en que se formaron los primeros asentamientos en el Valle de Juárez.
- Colección Revolución Mexicana en el Norte de México.
- Diversas colecciones de piezas antiguas, donadas por el pueblo.
- Anexo al Museo, se encuentra la Biblioteca Pública, con aproximadamente 8,500 volúmenes.

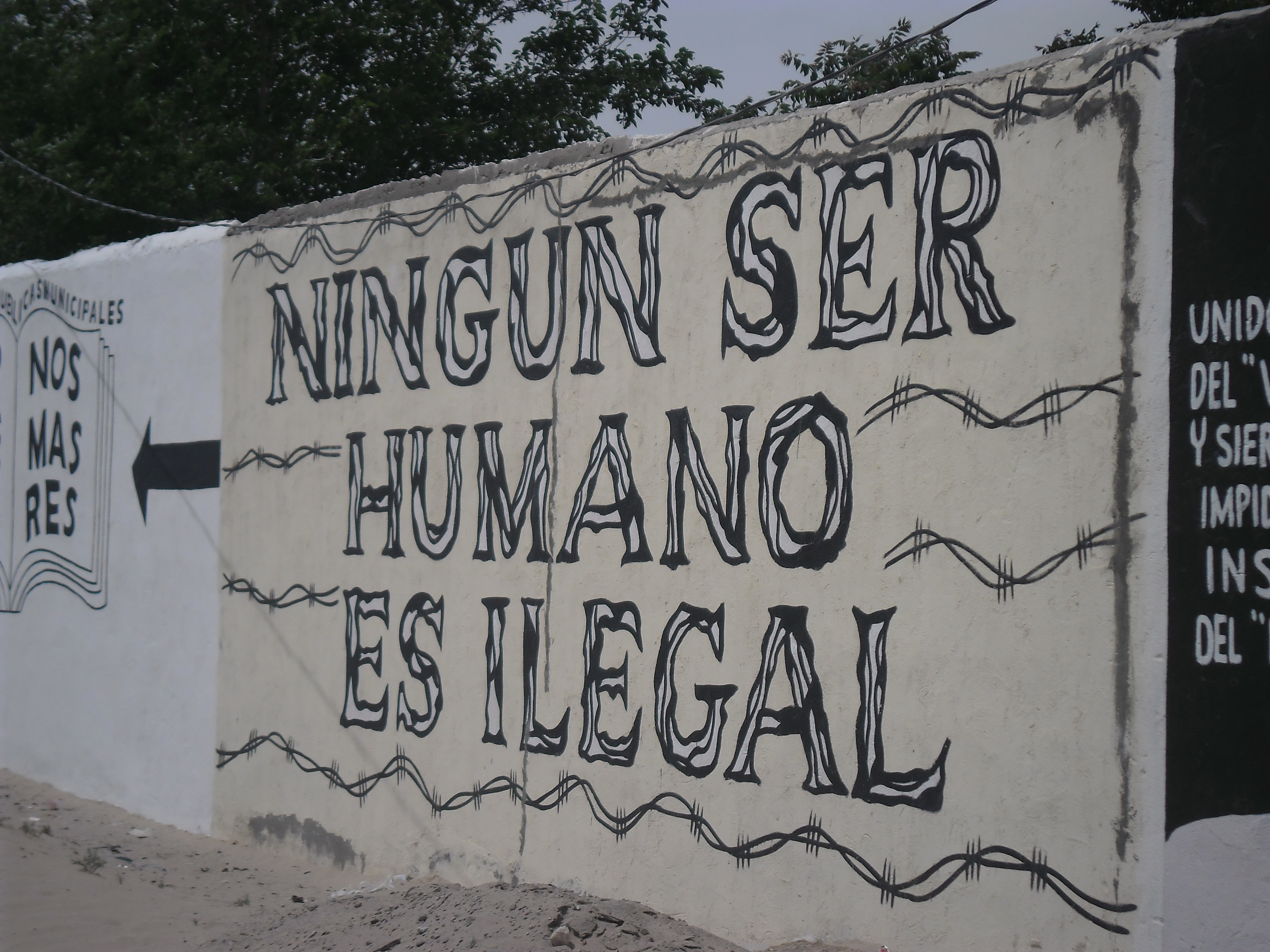
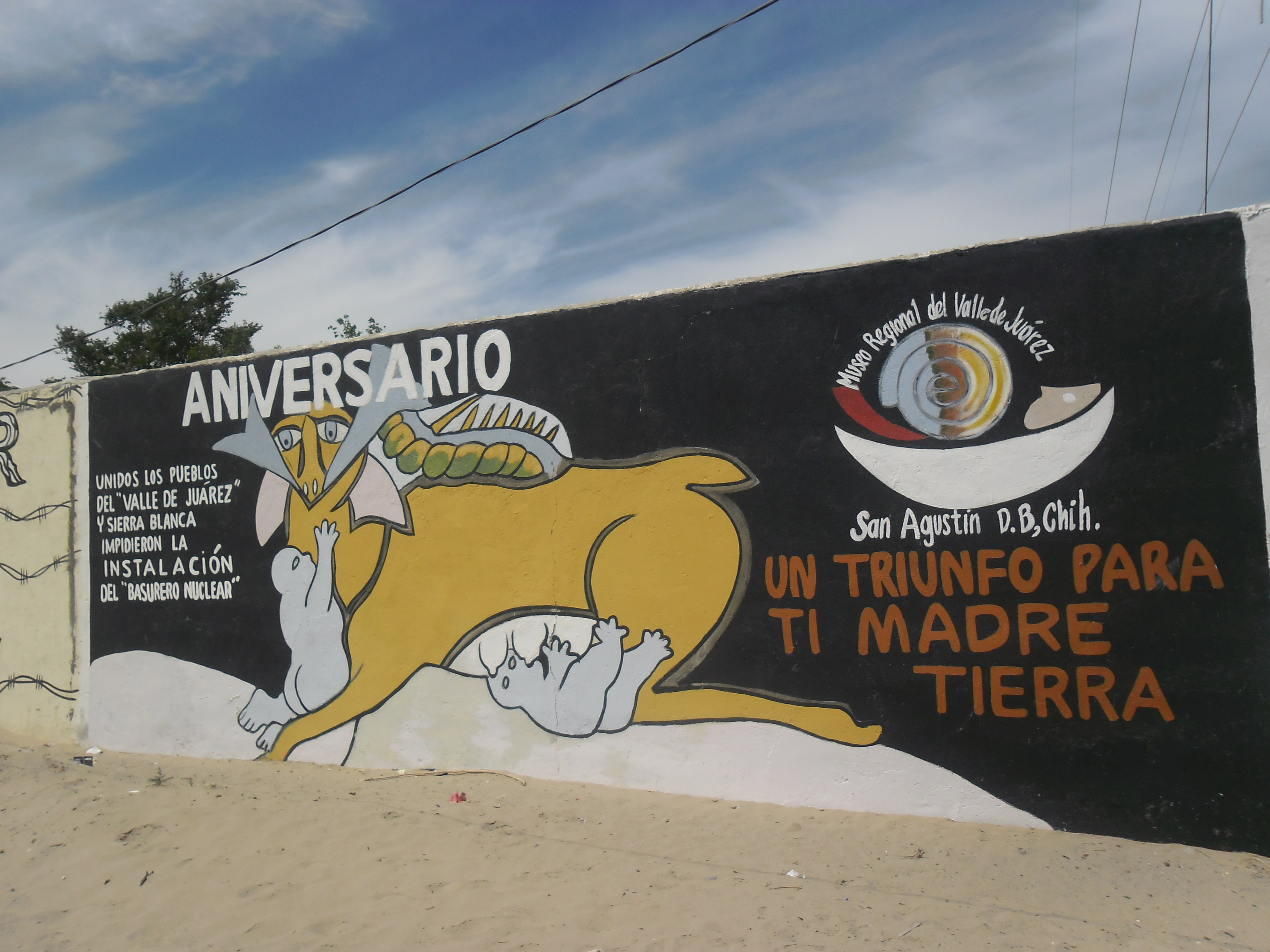
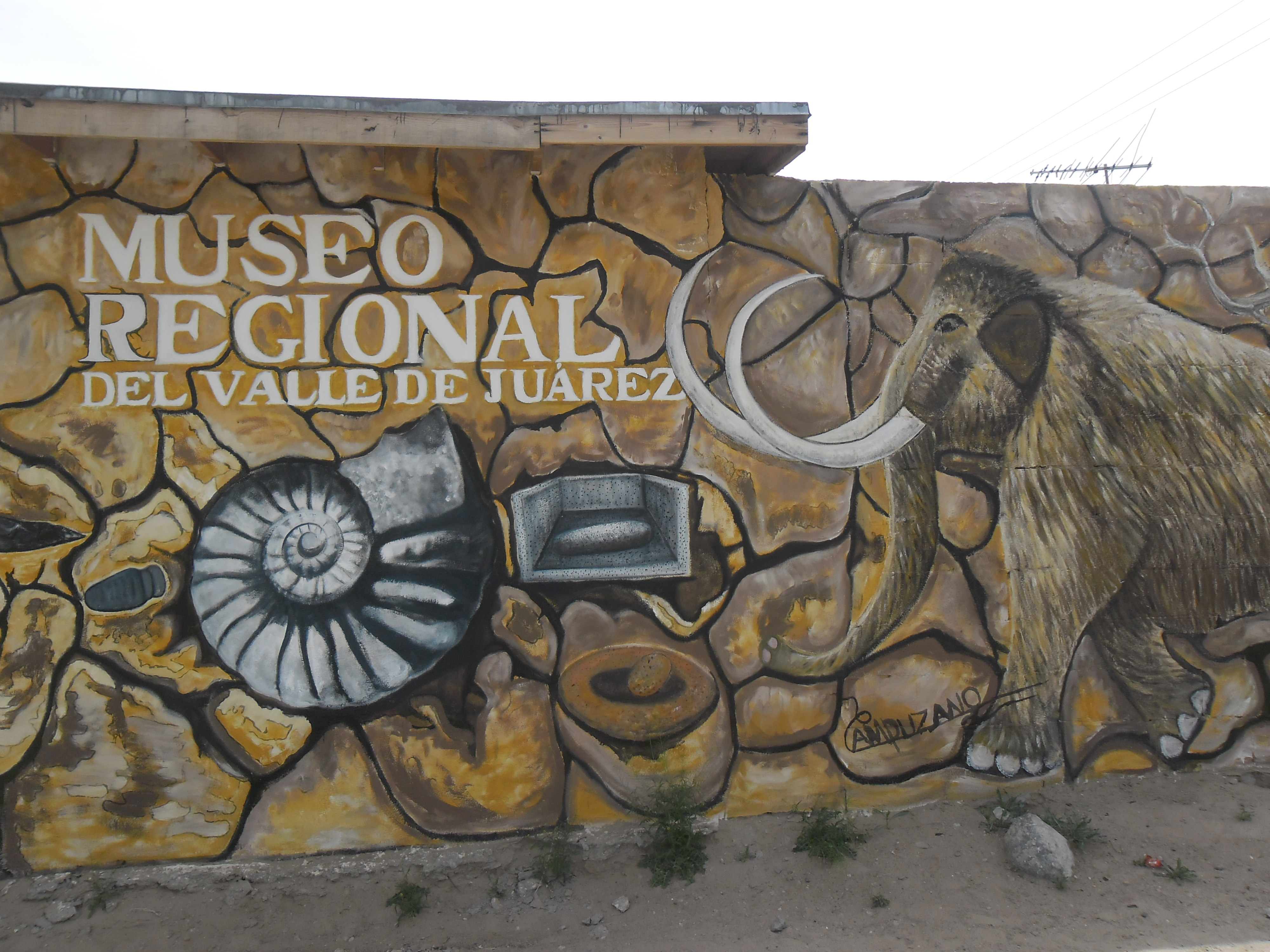
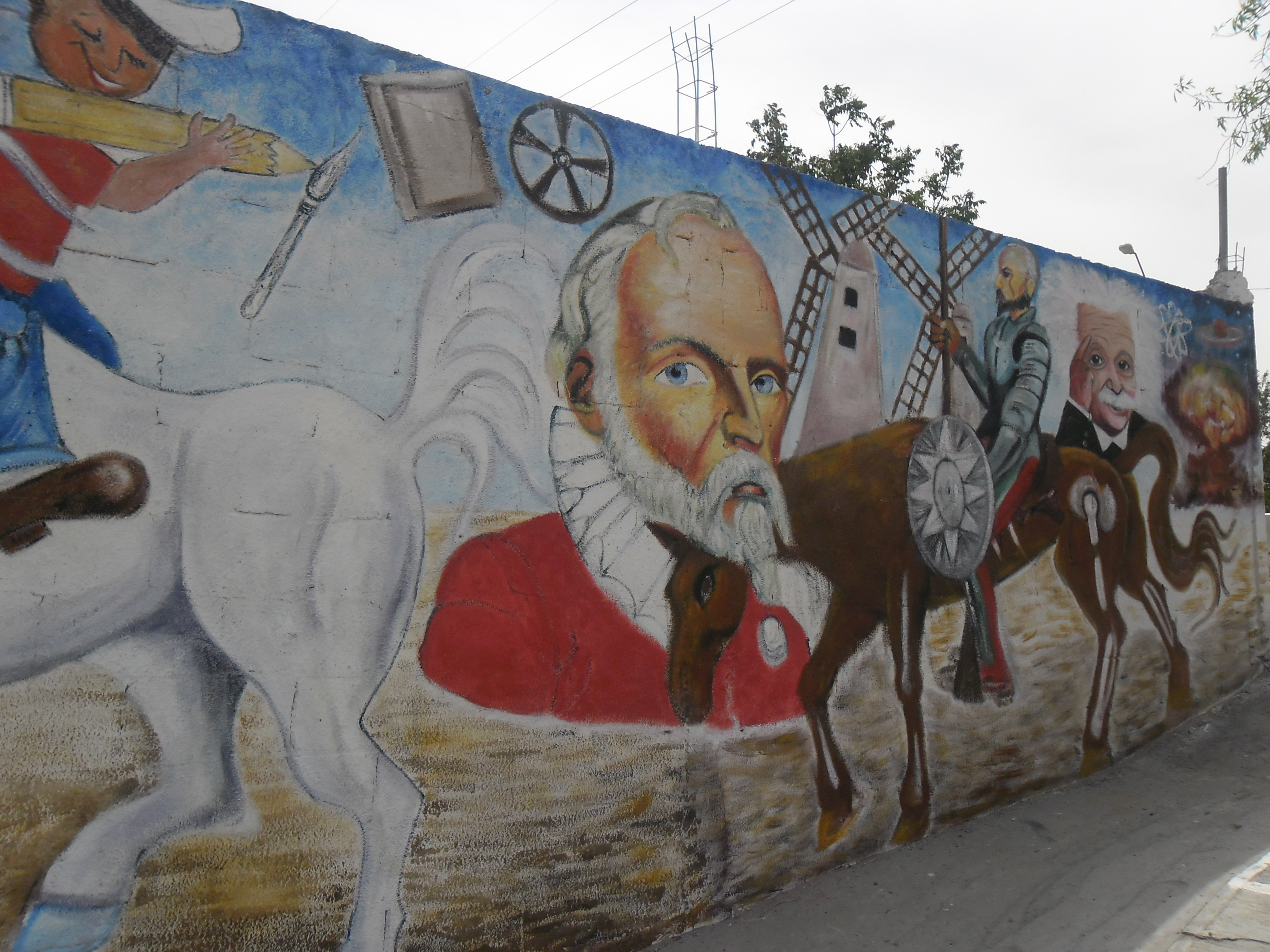
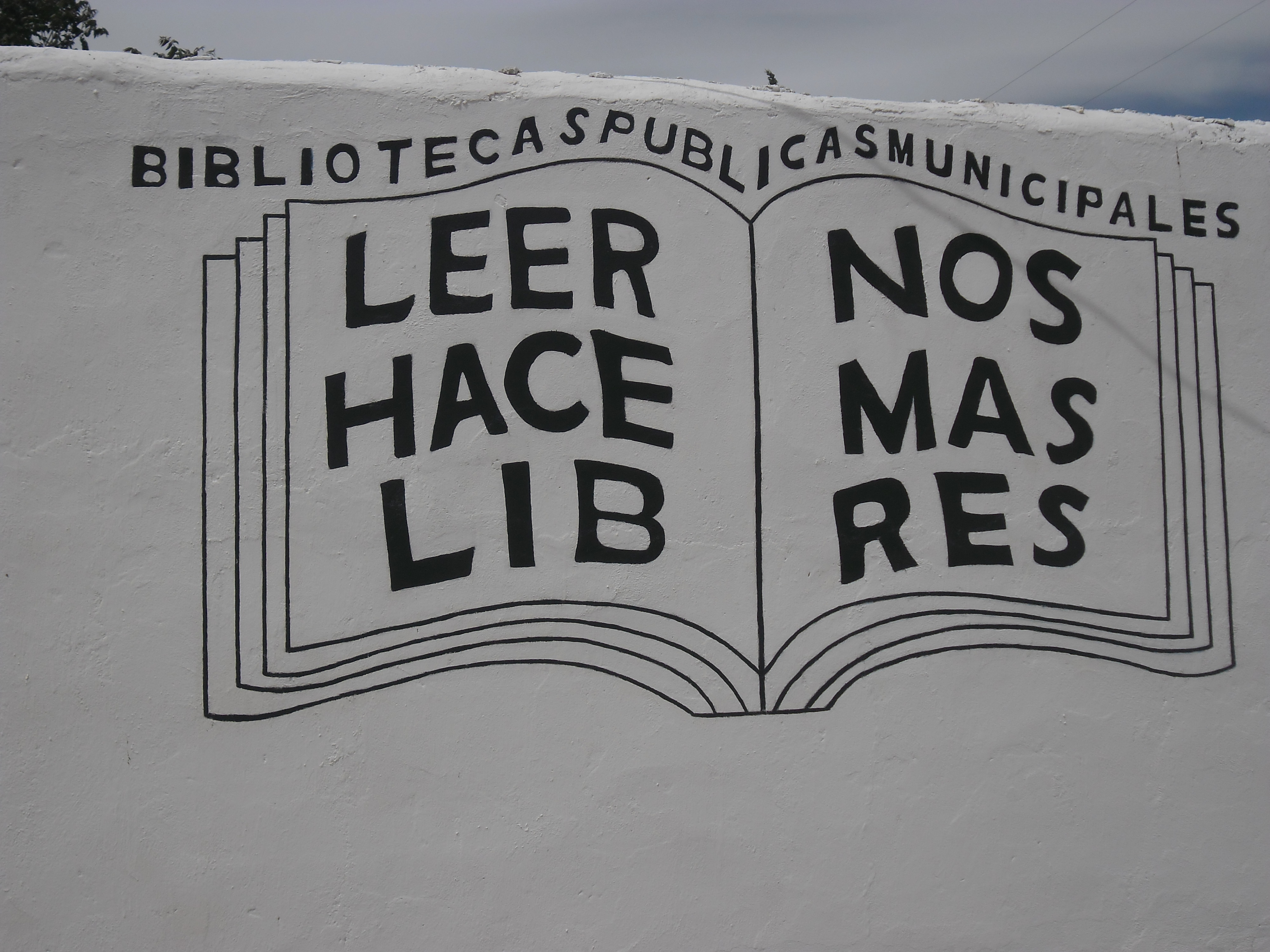

## Plan Municipal de Desarrollo San Agustín Valdivia
El plan de desarrollo de San Agustín es un ambicioso plan impulsado por la compañía constructora Industrial Global Solutions, basada en el Distrito Federal.
Este pretende transformar a la sierra de San Agustín; y al poblado en sí, en una nueva ciudad del municipio de Juárez, enfocada principalmente a la industria maquiladora.

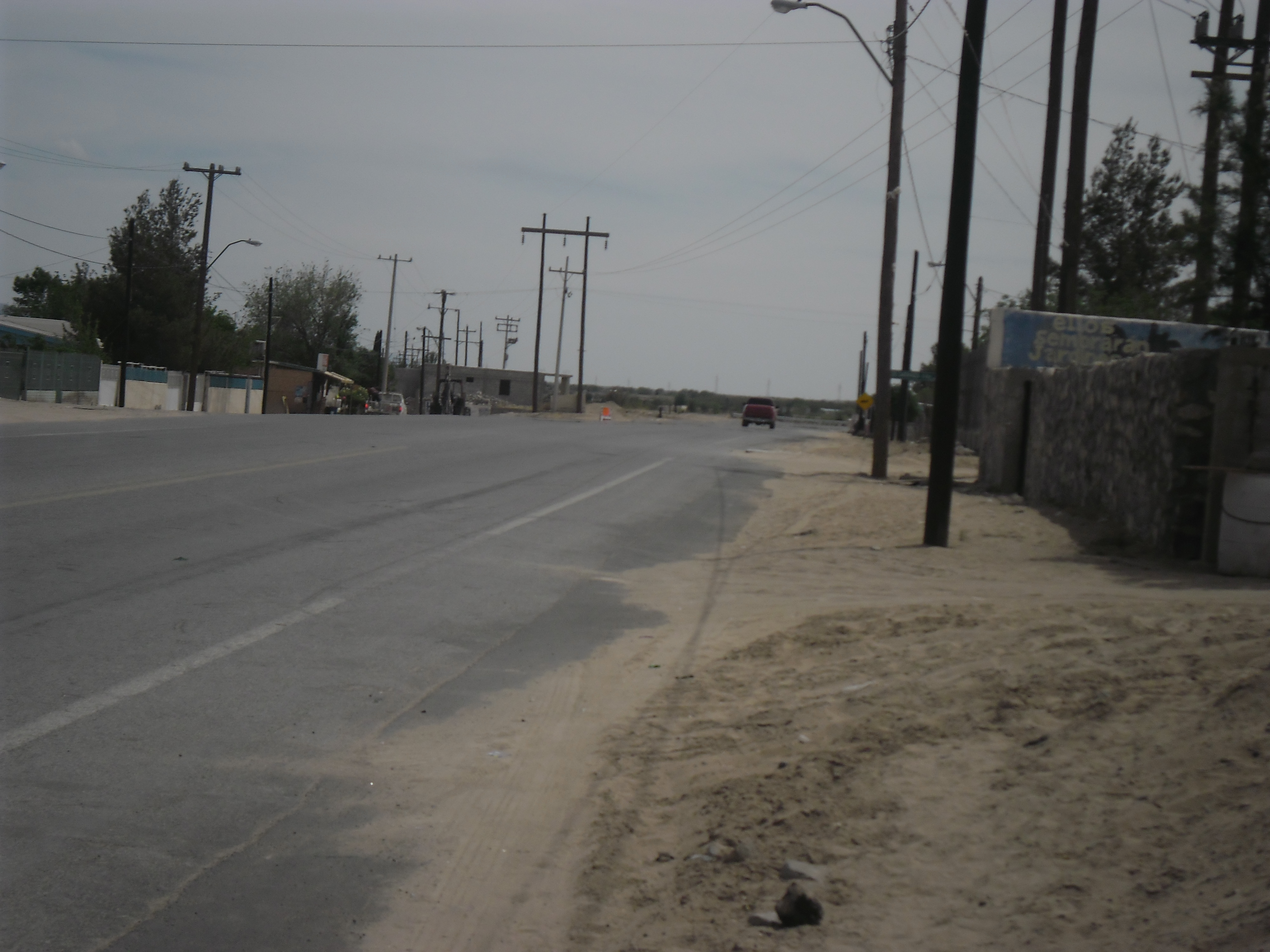
Carretera Juárez-Porvenir

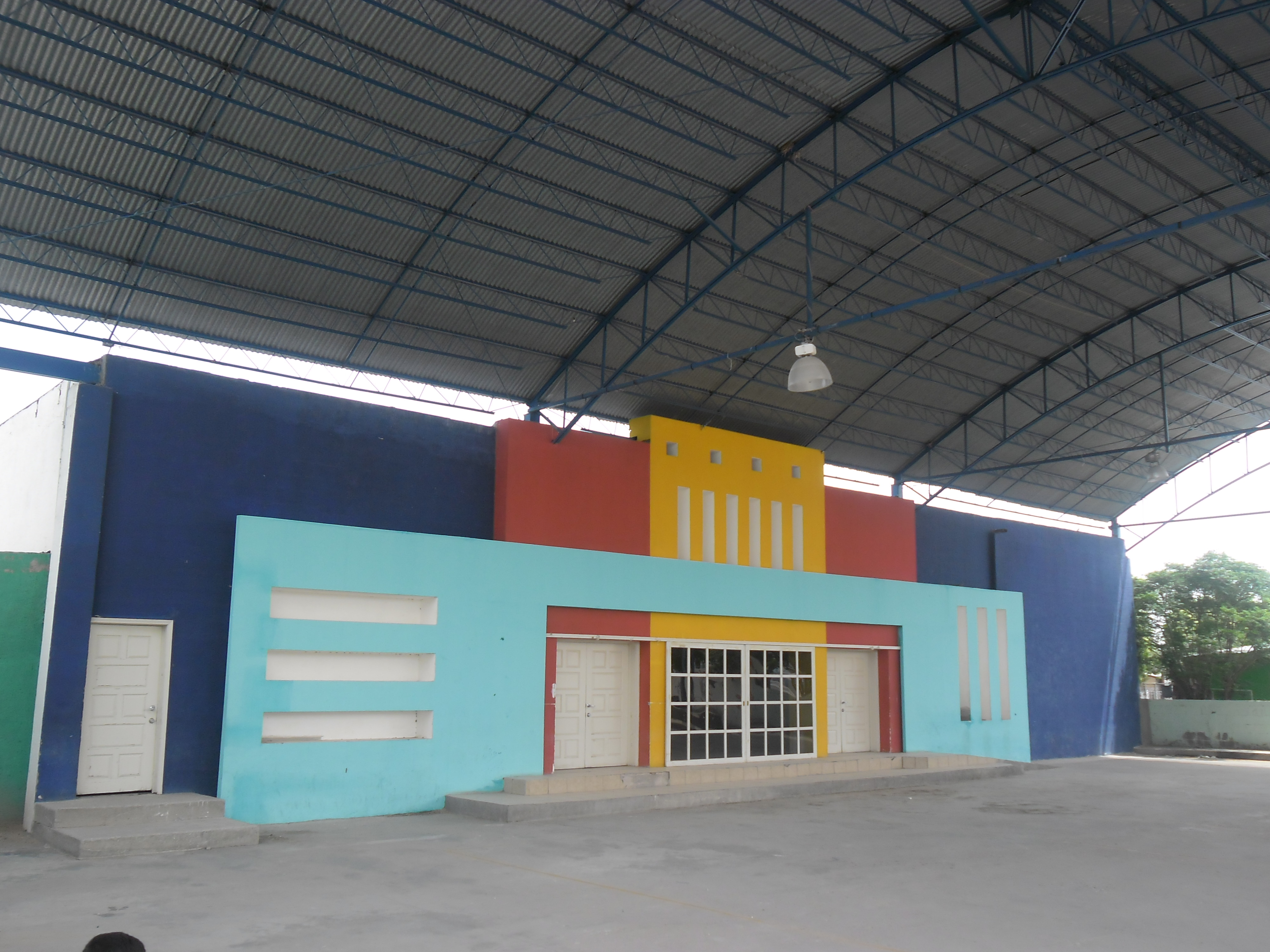
Salón de eventos principal

En este se contempla (por la compañía) invertir alrededor de 400 millones de dólares en los próximos cuatro o cinco años para transformar 2,100 hectáreas del pequeño poblado de San Agustín, al sureste de Ciudad Juárez, en una nueva ciudad que aprovechará la construcción del cruce fronterizo Tornillo-Guadalupe para atraer plantas maquiladoras y crear un nuevo centro industrial. Según el acuerdo entre IGS y el municipio, la compañía se compromete a construir gran parte de la infraestructura habitacional, industrial y comercial.
El desarrollo tiene un gran compromiso en tres aspectos, el medio ambiente, social y económico lo cual lo hace muy atractivo para el Municipio pero sobre todo a los pobladores del Valle de Juárez.
- Beneficio ecológico
- Beneficio social
- Beneficio económico